# Alona (Cypr)
Alona (gr. Άλωνα) – wieś w Republice Cypryjskiej, w dystrykcie Nikozja. W 2011 roku liczyła 67 mieszkańców.